# پناهگاه صخره‌ای تلمبه محمدعلی
پناهگاه صخره‌ای تلمبه محمد علی مربوط به دوران فرادیرینه‌سنگی است و در شهرستان استهبان، بخش مرکزی، ۲/۶ کیلومتری شرق شهر ایج، دامنه جنوبی کوه یال خری واقع شده و این اثر در تاریخ ۱۸ شهریور ۱۳۸۷ با شمارهٔ ثبت ۲۳۴۱۹ به‌عنوان یکی از آثار ملی ایران به ثبت رسیده است.